# Ś
Ś – glas i slovo u abecedi / azbuci u poljskom, crnogorskom, također u bjeloruskom i donjolužičkom jeziku.
Izgovara se kao "meko" Š, poseban glas iz spojenog S i J.
U crnogorskom jeziku, na ćiriličnom pismu, ima grafem С́. 
Primjeri uporabe fonema Ś u crnogorskom jeziku: śutra, śever, śeme, ośetiti, śediti, śekirati, śerav, pośekotina, śekira, Miśa (nadimak)...